# P. Michael McKinley
Peter Michael McKinley (Venezuela, janeiro de 1954) é um diplomata estadunidense, ex embaixador dos Estados Unidos no Brasil. Foi indicado em 24 de maio de 2016 pelo então presidente dos Estados Unidos Barack Obama, substituindo a embaixadora Liliana Ayalde. No começo de novembro de 2018, pouco após as eleições no Brasil, McKinley se despediu oficialmente do cargo.
De 2014 a 2016 , McKinley era o embaixador dos EUA no Afeganistão. Anteriormente, foi embaixador na Colômbia (de 2010 a 2014) e no Peru (de 2007 a 2010).

## Vida pessoal
Filhos de norte-americanos, McKinley nasceu na Venezuela e cresceu no Brasil, no México, na Espanha e nos Estados Unidos. Estudou no Reino Unido e obteve seu doutorado em Estudos Latino-Americanos na Universidade de Oxford. 
É casado com Fatima Salces Arce, com quem tem três filhos.

## Obra
É o autor de Pre-Revolutionary Caracas: Politics, Economy, and Society 1777–1811, uma visão histórica da Venezuela colonial, publicado pela Universidade de Cambridge, publicado também em espanhol.